# Xanthisthisa tumida
Xanthisthisa tumida là một loài bướm đêm trong họ Geometridae.